# In&ma le Mans
In&ma le Mans est une école de commerce située au Mans (Sarthe).
Géré par la Chambre de commerce et d'industrie du Mans et de la Sarthe, In&ma forme des ingénieurs d’affaires. Elle est issue d'un réseau national de 4 campus : Châlons, Albi, La Réunion et le Mans.
Les formations permettent aux étudiants de maîtriser toutes les étapes de la gestion d’un compte dans le milieu industriel : détection, qualification précise des besoins, construction d’une offre commerciale complexe, chiffrage, négociation, pilotage du déploiement de la solution et bilan à fin d’affaires…

## Formation
In&ma apporte des formations de management et d'ingénierie d'affaires allant de BAC +4 à Bac +5 pour dés étudiants aux profils industriels, scientifique ou technique.
L'ensemble des formations peuvent se faire en alternance.

## Conditions d’admission
In&ma recrute sur concours des jeunes issus d’une formation technique ou généraliste de Bac+2 à bac+5.

## Les diplômes
Trois titres sont délivrés à In&ma Le Mans :
- Manager en Ingénierie d’Affaires (Bac+5)
- Expert en Management de Projets Industriels et en Excellence Opérationnelle (Bac+5)
- Responsable de Production et de Projets Industriels (Bac+4)

Ils sont tous inscrits au Répertoire national des certifications professionnelles.

## Une ouverture à l’international
La formation est ouverte à l’international. In&ma participe aux programmes européens erasmus et les étudiants peuvent recevoir des bourses européennes et/ou régionales selon les conditions de départ.